# Voyria truncata
Voyria truncata là một loài thực vật có hoa trong họ Long đởm. Loài này được (Standl.) Standl. & Steyerm. miêu tả khoa học đầu tiên năm 1944.